# Most nad Sekwaną w Asnières
Most nad Sekwaną w Asnières (hol. Bruggen over de Seine bij Asnières, ang. Bridges across the Seine at Asnieres) – obraz olejny Vincenta van Gogha (nr kat.: F 301, JH 1327) namalowany latem 1887 roku podczas pobytu w Asnières.

## Okoliczności powstania
Dzięki bratu Theo, handlującemu w Paryżu dziełami sztuki, Vincent van Gogh zaraz po przyjeździe do miasta na wiosnę 1886 roku zetknął się z impresjonizmem. Odwiedzając w tym samym roku ostatnią wspólną wystawę impresjonistów, obejrzał po raz pierwszy dzieła Georges’a Seurata i Paula Signaca. Zostały one namalowane przy użyciu nowej techniki, zwanej puentylizmem. Van Gogh, podobnie jak wielu innych artystów, był pod tak dużym wrażeniem nowego stylu malowania, że porzucił estetykę ciemnych tonacji, stosowanych podczas pracy w Holandii. Samodzielnie opanował nową technikę kładzenia kropek farby na płótnie, co uwidoczniło się najpierw w serii autoportretów, a następnie w bardziej złożonych projektach.
Vincent van Gogh namalował obraz w podparyskiej miejscowości Asnières, dokąd był często zapraszany przez Émile'a Bernarda i gdzie namalował szereg swoich impresjonistycznych obrazów.

Malując w Asniéres ujrzałem więcej kolorów, niż kiedykolwiek przedtem

– pisał w liście do siostry Willeminy. Stwierdzenie to wskazuje, jak bardzo pod wpływem impresjonistów zmieniły się jego artystyczne poglądy po wyjeździe z Holandii.

## Opis
Sceneria, światło, przezroczystość i przedmioty to te elementy, które przyciągnęły uwagę Vincenta van Gogha, gdy namalował ograniczoną ukazując fragment mostu nad Sekwaną i zakręt samej rzeki, która razem z łódkami wiosłowymi i dymiącym pociągiem na moście, widzianym ukośnie z dołu nadaje obrazowi wyraźny diagonalny ruch. Woda została oddana szerokimi pociągnięciami pędzla i grubymi warstwami farby, gęsto i umiejętnie kładzionymi tak, aby wyraźnie oddać pulsujący, letni upał w słonecznym świetle, w pełni dnia, pozwalając zarazem odróżnić szczegóły przedmiotów na obrazie. Jednocześnie artysta podobnymi barwami połączył razem cienie, odbicia światła w wodzie i rośliny na plaży oddając z równą finezją zarówno poręcz mostu jak i wyrazistą czerwień parasola spacerującej damy, widocznej z lewej strony płótna.